# Natalensia
Natalensia är ett släkte av insekter. Natalensia ingår i familjen ullsköldlöss.
Kladogram enligt Catalogue of Life:
| Natalensia | \| \| Natalensia fulleri \| \| \| \| \| \| Natalensia nana \| \| \| \| |
|            | \| \| Natalensia fulleri \| \| \| \| \| \| Natalensia nana \| \| \| \| |
|            | Natalensia fulleri                                                     |
|            |                                                                        |
|            | Natalensia nana                                                        |
|            |                                                                        |